# Lichtervelde
Lichtervelde ist eine belgische Gemeinde in der Region Flandern mit 9319 Einwohnern (Stand 1. Januar 2024).
Torhout liegt 4 km nördlich, Roeselare 9 km südlich, Brügge 20 km nördlich, Kortrijk 23 km südsüdöstlich, Gent 40 km östlich und Brüssel etwa 86 km südsüdöstlich.
Der nächste Autobahnanschluss befindet sich bei der Anschlussstelle „Lichtervelde“ an der A17. Lichtervelde besitzt einen Regionalbahnhof an den Bahnlinien Kortrijk–Lichtervelde–Brügge und Veurne–Diksmuide–Lichtervelde–Tielt–Gent. In den Städten Oostende, Brügge und Gent halten auch überregionale Schnellzüge. Bei Oostende befindet sich ein Regionalflughafen und bei Brüssel gibt es einen internationalen Flughafen.

## Persönlichkeiten
- Jos Decorte (1954–2001), Philosoph

## Weblinks

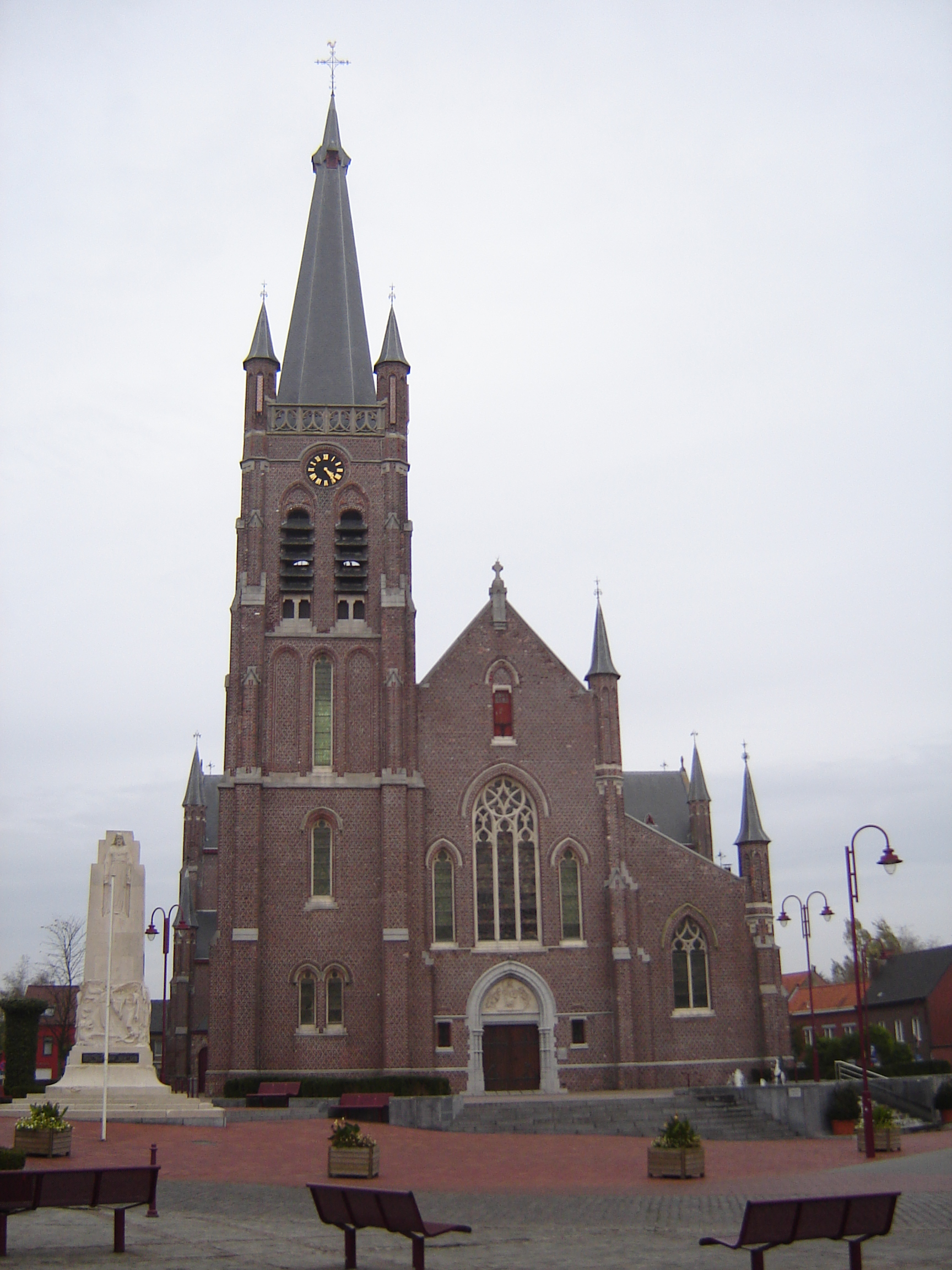
Sint-Jacobuskirche